# Volkswagen Lupo
Volkswagen Lupo är en bilmodell från Volkswagen tillverkad 1998–juli 2005. Bilen såldes även i en version omdöpt och något omdesignad som Seat Arosa.
Lupo, Volkswagens då minsta bil, byggdes i Wolfsburg och levererades endast med två dörrar. Lupo betyder varg på latin.
Volkswagen Lupo. Typnummer: 6X1.
Bilen var endast 350 cm lång och togs fram för att utmana Ford Ka och Renault Twingo. Lupo hade 12 års rostskyddsgaranti och var den första småbilen med en helgalvaniserad kaross. Airbags fanns för förare och passagerare fram. Sidoairbags fanns i stolar fram, liksom servostyrning (ej 3L). Bilens vikt var ca. 950 kg.
Volkswagen Lupo 3L TDI. Typnummer: 6E1.
Lupo 3L TDI visades i Sverige för första gången i juli 1999. Karossen var ett högteknologiskt lättviktsbygge, dörrar och motorhuv var tillverkade av aluminium. Motorn var en 3-cylindrig turbodiesel. Lupo 3L TDI var den första serietillverkade bil med en bränsleförbrukning under 3 liter på 100 km, därav namnet. Det var även den första bil i världen som släppte ut mindre än 90 gram/kilometer av växthusgasen koldioxid.
Lupo 3L går att köra på biobränslet rapsmetylester, RME. Därigenom tillföres ingen ytterligare koldioxid till miljön, eftersom RME inte är ett fossilt bränsle.
Bilen har växellåda av "Tiptronic"-typ.

## Motoralternativ
| Modell     | Årsmodell | Motor                   | Cylindervolym | Effekt | Vridmoment | Bränslesystem      |
| ---------- | --------- | ----------------------- | ------------- | ------ | ---------- | ------------------ |
| 1.0        | 1999-2005 | 4-cyl radmotor SUHC 8V  | 999 cm³       | 50 hk  | 86 Nm      | Bränsleinsprutning |
| 1.4*       | 2001-2005 | 4-cyl radmotor SOHC 8V  | 1390 cm³      | 60 hk  | 116 Nm     | Bränsleinsprutning |
| 1.4        | 1999-2005 | 4-cyl radmotor DOHC 16V | 1390 cm³      | 75 hk  | 126 Nm     | Bränsleinsprutning |
| 1.4*       | 2000-2005 | 4-cyl radmotor DOHC 16V | 1390 cm³      | 100 hk | 126 Nm     | Bränsleinsprutning |
| 1.4 FSI    | 2001-2004 | 4-cyl radmotor DOHC 16V | 1390 cm³      | 105 hk | 130 Nm     | Direktinsprutning  |
| 1.6 GTI*   | 2000-2005 | 4-cyl radmotor DOHC 16V | 1598 cm³      | 125 hk | 152 Nm     | Bränsleinsprutning |
| 1.2 TDI 3L | 2000-2005 | 3-cyl radmotor SOHC 6V  | 1191 cm³      | 61 hk  | 140 Nm     | Turbodiesel        |
| 1.4 TDI*   | 2000-2005 | 3-cyl radmotor SOHC 6V  | 1422 cm³      | 75 hk  | 195 Nm     | Turbodiesel        |
| 1.7 SDI    | 1999-2005 | 4-cyl radmotor SOHC 8V  | 1716 cm³      | 60 hk  | 115 Nm     | Dieselmotor        |

* Ej Sverige.
Volkswagen Lupo är till stora delar identisk med Seat Arosa. Skillnaden mellan SEAT Arosa och Volkswagen Lupo var fronten, inredningen och priset.